# Mondanità (racconto)
Mondanità (Lionizing) è un racconto di Edgar Allan Poe del 1835, ed è una satira sugli ambienti letterari dell'epoca. Con il termine lion, a cui si fa riferimento nel titolo originale, si intende un giovane uomo di mondo.

## Trama
Robert Jones racconta che la sua prima azione da quando era nato era quella di afferrarsi per il grande naso con entrambe le mani e di questo i genitori sono subito molto entusiasti. Il padre lacrimante di gioia gli regala un «Trattato di nasologia» che il piccolissimo Robert impara subito a mente. Quando è maggiorenne il padre lo invita nel suo studio e dopo avergli chiesto lo scopo della vita, e ottenuto in risposta che era lo studio della Nasologia, gli dice che è ora di prendere la vita nelle sue mani e lo sbatte fuori di casa a calci. Poiché, dentro di sé, Robert avverte il sacro afflato, giudica ciò un evento propizio e dando un paio di strattoni al proprio naso scrive un phamplet sulla Nasologia. Tutta la città di Acchiappacitrulli è orgogliosa di Robert Jones. Questi viene introdotto nei più importanti salotti frequentati da intellettuali, conoscendo così molti studiosi, letterati e filosofi. 
Robert Jones viene addirittura invitato dal Principe di Galles dove ci sono tantissime persone illustri che infine lo lodano. La mattina dopo Sua Grazia di Santinumi va a fargli visita e gli dà un biglietto per andare al gran ballo  al prestigioso club Almack's Assembly Rooms.
Qui incontra l'elettore di Bluddennuff che pronuncia esclamazioni di meraviglia dovute alla grandezza del suo naso e poiché Robert si ritiene offeso e cerca lo scontro, si mettono d'accordo per un duello la mattina seguente a Chalk Farm. Durante il duello Robert taglia via il naso di Blunddennuff, perdendo però in questo modo il rispetto delle altre persone. Sentendosi mortificato di ciò torna dal padre che gli spiega che tagliando il naso del rivale ha oltrepassato il segno. Robert Jones è nei guai e invece Blunddennuff è l'eroe del giorno.